# Minangkabau (llengua)
El minangkabau (autònim: Baso Minang(kabau); indonesi: Bahasa Minangkabau) és una llengua austronèsia parlada pels minangkabau de Sumatra Occidental, la part occidental de Riau, Kabupaten Aceh Selatan, la part nord de Bengkulu i Jambi, també en diverses ciutats d'Indonèsia per immigrants minangkabau És també la lingua franca al llarg de la regió costanera occidental de la província de Sumatra Septentrional, i fins i tot s'utilitza en parts d'Aceh, on se l'anomena Aneuk Jamee. També es parla en d'algunes parts del Malàisia, especialment a Negeri Sembilan.
A causa de les grans similituds gramaticals entre la llengua minangkabau i el malai, existeix certa controvèrsia pel que fa a la relació entre els dos. Alguns veuen el minangkabau com a dialecte del malai, mentre que altres pensen del minangkabau és una llengua en si mateixa. La majoria dels experts consideren ara que el malai no és un llengua, sinó un grup lingüístic dins de les llengües malaïques, dins del qual el minangkabau és una de les llengües que forma part del grup del malai.

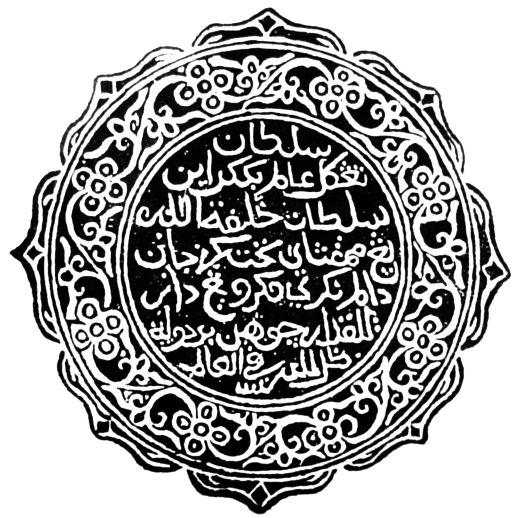
Inscripció aràbiga en minangkabau del segell reial de Minangkabau del segle XIX

## Malàisia
A més d'Indonèsia, el minangkabau és parlat també a Malàisia, per alguns descendents d'immigrants de les regions que parlen aquesta llengua a Sumatra (Ranah Minang, Tanah Minang, o la Terra del Minang). Un significatiu nombre dels primers immigrants es van establir en el que ara és l'estat malai de Negeri Sembilan; aquest dialecte de Negeri Sembilan és conegut com a Bahaso Nogori o Baso Nogoghi. Els immigrants més recents són coneguts com a minang.

## Dialectes
El minangkabau la té diversos dialectes, que algunes vegades difereixen entre localitats properes (per exemple, separades per un riu). Els dialectes són: Rao Mapat Tunggul, Muaro Sungai Lolo, Payakumbuh, Pangkalan-Lubuk Alai, Agam-Tanah Datar, Pancungsoal, Kotobaru, Sungai Bendung Air, i Karanganyar. En la comunicació diària entre els minangkabau de diferents regions, el dialecte Agam-Tanah Datar ('Baso Padang' 'oBaso Urang Awak, «la llengua del nostre poble») és utilitzat habitualment i s'ha convertit en una mena d'estàndard.

## Fonologia
Les següents taules presenten la fonologia del minangkabau : les vocals i les consonants.

### Vocals
|         | Anterior | Central | Posterior |
| ------- | -------- | ------- | --------- |
| Tancada | i i      |         | u u       |
| Mitjana | e e      | ē ə     | o o       |
| Oberta  |          | a a     |           |

### Diftongs
El minangkabau posseeix una sèrie de diftongs: /ia/, /ua/, /oy/, /uy/, /ay/ /ay/ i /aw/.

### Consonants
|           |           | Bilabials | Alveolars | Dorsals | Dorsals | Glotals |
| --------- | --------- | --------- | --------- | ------- | ------- | ------- |
| Palatals  | Velars    | Bilabials | Alveolars |         |         | Glotals |
| Oclusives | Sorda     | p p       | t t       |         | k k     | q ʔ     |
| Oclusives | Sonora    | b b       | d d       |         | g g     |         |
| Fricativa | Fricativa |           | s s       |         |         | h h     |
| Africada  | Sorda     |           |           | c t͡ʃ    |         |         |
| Africada  | Sonora    |           |           | j d͡ʒ    |         |         |
| Nasal     | Nasal     | m m       | n n       | ñ ɲ     | ng ŋ    |         |
| Líquida   | Líquida   |           | l l       |         |         |         |
| Vibrant   | Vibrant   |           | r r       |         |         |         |
| Semivocal | Semivocal | w w       |           | y j     |         |         |